# Alinnia
Alinnia o Alinnià (o anche Limonia; secondo la pronuncia greca Alimnià) è un'isola greca desertica del Mar Egeo, sita in una posizione che si trova ad ovest rispetto all'isola di Rodi ed a nord-est rispetto alla stessa isola di Creta.
Assieme all'isola di Calchi, situata leggermente più a sud, rappresenta uno degli esempi più interessanti dal punto di vista naturalistico di tutto il Dodecaneso, nonché da quello storico (grazie alla presenza di diversi forti). In particolare si ricorda quello costruito alla fine del XV secolo da parte del cardinale francese Pierre d'Aubusson,  Gran Maestro dei Cavalieri di Rodi.
L'isolotto è facilmente raggiungibile in poco tempo dal porto di Skala a Kritinia, a Rodi, ed offre inoltre un mare ricco di vita e particolarmente adatto alle esplorazioni subacquee.